# Recopa de Europa de baloncesto 1990-91
La Recopa de Europa de Baloncesto 1990-91 fue la vigésimo quinta edición de esta competición organizada por la FIBA que reunía a los campeones de las ediciones de copa de los países europeos. Tomaron parte 19 equipos, dos menos que en la edición precedente, proclamándose campeón el equipo griego del P.A.O.K. BC, derrotando en la final al equipo español del CAI Zaragoza. La final se disputó en el Patinoire de Vernets de Ginebra, Suiza.

## Participantes
| Bélgica             | 1 | Durox Leuven       |
| Inglaterra          | 1 | Sunderland Saints  |
| Finlandia           | 1 | Namika Lahti       |
| Francia             | 1 | Pitch Cholet       |
| Grecia              | 1 | PAOK               |
| Hungría             | 1 | Körmendi Dózsa MTE |
| Israel              | 1 | Hapoel Galil Elyon |
| Italia              | 1 | Knorr Bologna      |
| Luxemburgo          | 1 | Contern            |
| Países Bajos        | 1 | Bestmate Akrides   |
| Polonia             | 1 | Śląsk Wrocław      |
| Portugal            | 1 | Ovarense           |
| Rumania             | 1 | Balanța Sibiu      |
| Unión Soviética     | 1 | Dynamo Moscú       |
| España              | 1 | CAI Zaragoza       |
| Suecia              | 1 | Uppsala            |
| Turquía             | 1 | Paşabahçe          |
| Alemania Occidental | 1 | Steiner Bayreuth   |
| Yugoslavia          | 1 | Crvena zvezda      |

## Primera ronda
| Equipo 1         | Agr.    | Equipo 2         | Ida    | Vuelta |
| ---------------- | ------- | ---------------- | ------ | ------ |
| Ovarense         | 174–153 | Durox Leuven     | 95–88  | 79–65  |
| Uppsala          | 175–169 | Bestmate Akrides | 95–75  | 80–94  |
| Steiner Bayreuth | 225–115 | Contern          | 101–60 | 124–55 |

## Top 16
| Equipo 1           | Agr.    | Equipo 2           | Ida     | Vuelta |
| ------------------ | ------- | ------------------ | ------- | ------ |
| Ovarense           | 161–154 | Namika Lahti       | 86–77   | 75–77  |
| Uppsala            | 195–213 | Pitch Cholet       | 111–108 | 84–105 |
| Balanța Sibiu      | 141–218 | Knorr Bologna      | 69–105  | 72–113 |
| Steiner Bayreuth   | 180–195 | CAI Zaragoza       | 90–94   | 90–101 |
| Körmendi Dózsa MTE | 146–199 | Dynamo Moscow      | 74–86   | 72–113 |
| Paşabahçe          | 170–171 | Crvena zvezda      | 94–85   | 76–86  |
| Sunderland Saints  | 174–193 | PAOK               | 89–96   | 85–97  |
| Śląsk Wrocław      | 179–227 | Hapoel Galil Elyon | 84–109  | 95–118 |

## Cuartos de final
Los cuartos de final se jugaron con un sistema de todos contra todos, divididos en dos grupos.
|  | Clasificados para semifinales |

|    | Equipo        | PJ | Pts | G | P | PF  | PC  | Dif. |
| -- | ------------- | -- | --- | - | - | --- | --- | ---- |
| 1. | Dynamo Moscú  | 6  | 10  | 4 | 2 | 549 | 511 | +38  |
| 2. | Pitch Cholet  | 6  | 10  | 4 | 2 | 562 | 510 | +52  |
| 3. | Knorr Bologna | 6  | 10  | 4 | 2 | 517 | 509 | +8   |
| 4. | Ovarense      | 6  | 6   | 0 | 6 | 430 | 528 | -98  |

|    | Equipo             | PJ | Pts | G | P | PF  | PC  | Dif. |
| -- | ------------------ | -- | --- | - | - | --- | --- | ---- |
| 1. | CAI Zaragoza       | 6  | 10  | 4 | 2 | 593 | 571 | +22  |
| 2. | PAOK               | 6  | 9   | 3 | 3 | 528 | 500 | +28  |
| 3. | Hapoel Galil Elyon | 6  | 9   | 3 | 3 | 546 | 560 | -14  |
| 4. | Crvena zvezda      | 6  | 8   | 2 | 4 | 593 | 629 | -36  |

## Semifinales
| Equipo 1     | Agr.    | Equipo 2      | Ida    | Vuelta |
| ------------ | ------- | ------------- | ------ | ------ |
| Pitch Cholet | 174–195 | CAI Zaragoza  | 95–105 | 79–90  |
| PAOK         | 158–157 | Dynamo Moscow | 95–82  | 63–75  |

## Final
26 de marzo, Patinoire de Vernets, Ginebra
| Equipo 1 | Resultado | Equipo 2     |
| -------- | --------- | ------------ |
| PAOK     | 76–72     | CAI Zaragoza |

| 26 de marzo de 1991 | PAOK                                                     | 76–72                              | CAI Zaragoza                              | |  |
| 19:30               | Marcador por tiempos: 31-36, 45–36                       | Marcador por tiempos: 31-36, 45–36 | Marcador por tiempos: 31-36, 45–36        | |  |
|                     | Estadísticas Branislav Prelević 31 Panagiōtīs Fasoulas 7 | Pts Reb                            | Estadísticas Mark Davis 24 Kevin Magee 12 | Pabellón: Patinoire de Vernets, Ginebra Asistencia: 7.700 espectadores Árbitros: Colin Gerrard, (ENG), Stefano Cazzaro (ITA) |  |

| Campeón de la Recopa de Europa 1990–91 |
| -------------------------------------- |
| PAOK 1.er título                       |